# Kladzany
Kladzany este o comună slovacă, aflată în districtul Vranov nad Topľou din regiunea Prešov. Localitatea se află la altitudinea de 130 m deasupra n.m., se întinde pe o suprafață de 5,36 km2 și în 2017 număra 533 de locuitori.

## Istoric
Localitatea Kladzany este atestată documentar din 1391.

## Demografie
| An:                | 1994 | 2004   | 2014   | 2024   |
| ------------------ | ---- | ------ | ------ | ------ |
| Număr de persoane: | 621  | 559    | 537    | 529    |
| Diferență:         |      | −9,98% | −3,93% | −1,48% |

| An:                | 2023 | 2024   |
| ------------------ | ---- | ------ |
| Număr de persoane: | 531  | 529    |
| Diferență:         |      | −0,37% |